# Карташов Степан Семенович
Степан Семенович Карташо́в (10 квітня 1912, Бровкіно — 6 жовтня 1980, Сімферополь) — український радянський скульптор; член Спілки радянських художників України з 1953 року.

## Біографія
Народився 28 березня [10 квітня] 1912 року в селі Бровкіному Області Війська Донського Російської імперії. У 1935—1937 роках займався у художній студії у Сімферополі, де його вчителями були Марков, Абієв, Медведовський, Болдирєв.
З 1938 року працював у Сімферополі у товаристві «Кримхудожник». Брав участь у німецько-радянській війні. Після закінчення війни до 1948 року продовжив працюватати у товаристві «Кримхудожник»; з 1949 року — у виробничих майстернях Художнього фонду УРСР. Мешкав у Сімферополі в будинку на вулиці Морозова, № 2, квартира № 8. Помер у Сімферополі 6 жовтня 1980 року.

## Творчість
Працював у галузях станкової і монументальної скульптури у стилі соцреалізму. Серед робіт:
станкова скульптура
композиції
- «Татарка біля фонтана» (цемент, 1938—1939);
- «Кримські партизани» (гіпс, 1940);
- «Нескорені» (гіпс, 1946; Сімферопольський художній музей);
- «Іван Павлов відкриває Міжнародний конгрес фізіологів» (гіпс, 1953, Рязанський художній музей);
- «1920 рік. Перекоп» (гіпс тонований, 1967);
- «Вчитися, вчитися і вчитися» (гіпс тонований, 1969);
- «На Перекопі» (1970);

портрети
- «Максим Горький» (1948);
- «Герой Радянського Союзу Георгій Рогачевський» (інкерманський камінь, 1948, Сімферопольський художній музей);
- «Володимир Ленін» (гіпс, 1948, варіанти — 1960 і 1963—1965);
- «Партизан Великої Вітчизняної війни» (гіпс, 1950);
- «Тарас Шевченко» (гіпс тонований, 1951, варіанти — 1961 і 1964);
- «Лев Толстой» (гіпс, 1953, варіанти — 1962 і 1963);
- «Михайло Щеглов» (1955);
- «Школярка» (гіпс тонований, 1955);
- «Михайло Фрунзе» (фігура; гіпс тонований, 1957; Сімферопольський художній музей);
- «Костянти Ціолковський» (гіпс тонований, 1961);
- «Тарас Шевченко» (1961);
- «Сергій Єсенін» (1967);
- «Заслужений працівник культури РРФСР Михайло Сокольников» (гіпс тонований, 1972);
- «Фелікс Дзержинський» (гіпс тонований, 1977).

пам'ятники

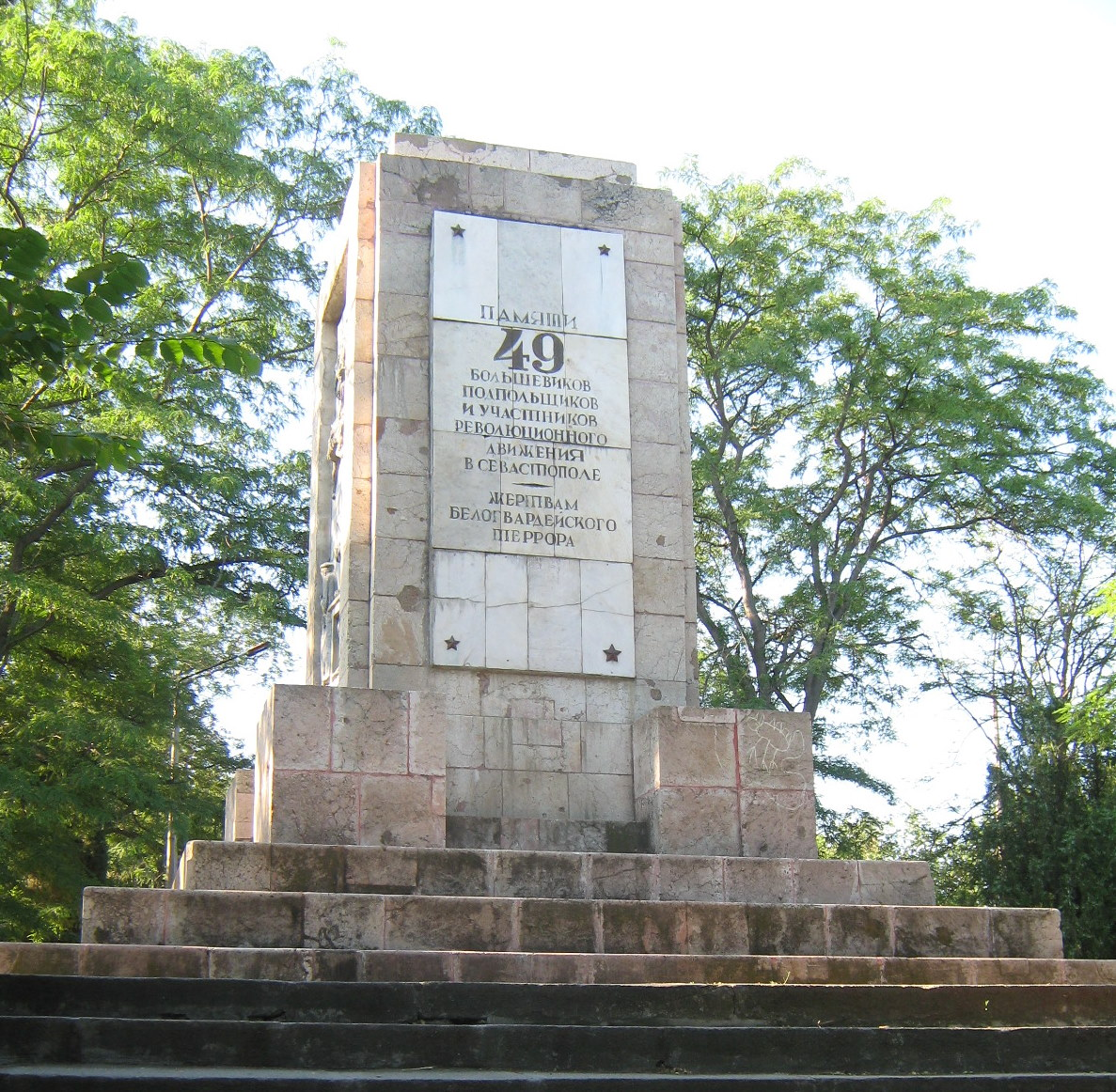
Пам'ятник 49 комунарам.

- 49 комунарам (1937, Севастополь, разом з Леонідом Смерчинським)[1];
- загиблим морякам на Перекопі (1953);
- морякам (1956, Севастополь);
- Михайлу Фрунзе (1957, Євпаторія);
- Володимиру Леніну (цемент, 1966, Гвардійське);
- радянським воїнам і односельцям, які загинули під час німецько-адянської війни (цемент, 1969, Зелена Нива; цемент, 1972, Клепиніне);
- воїнам-визволителям Криму (граніт, 1974, Сімферополь).

Брав участь в обласних виставках з 1938 року, республіканських — з 1953 року.
Крім згаданих музеїв роботи скульптора зберігаються у Центральному музеї Тавриди.